# Merck KGaA

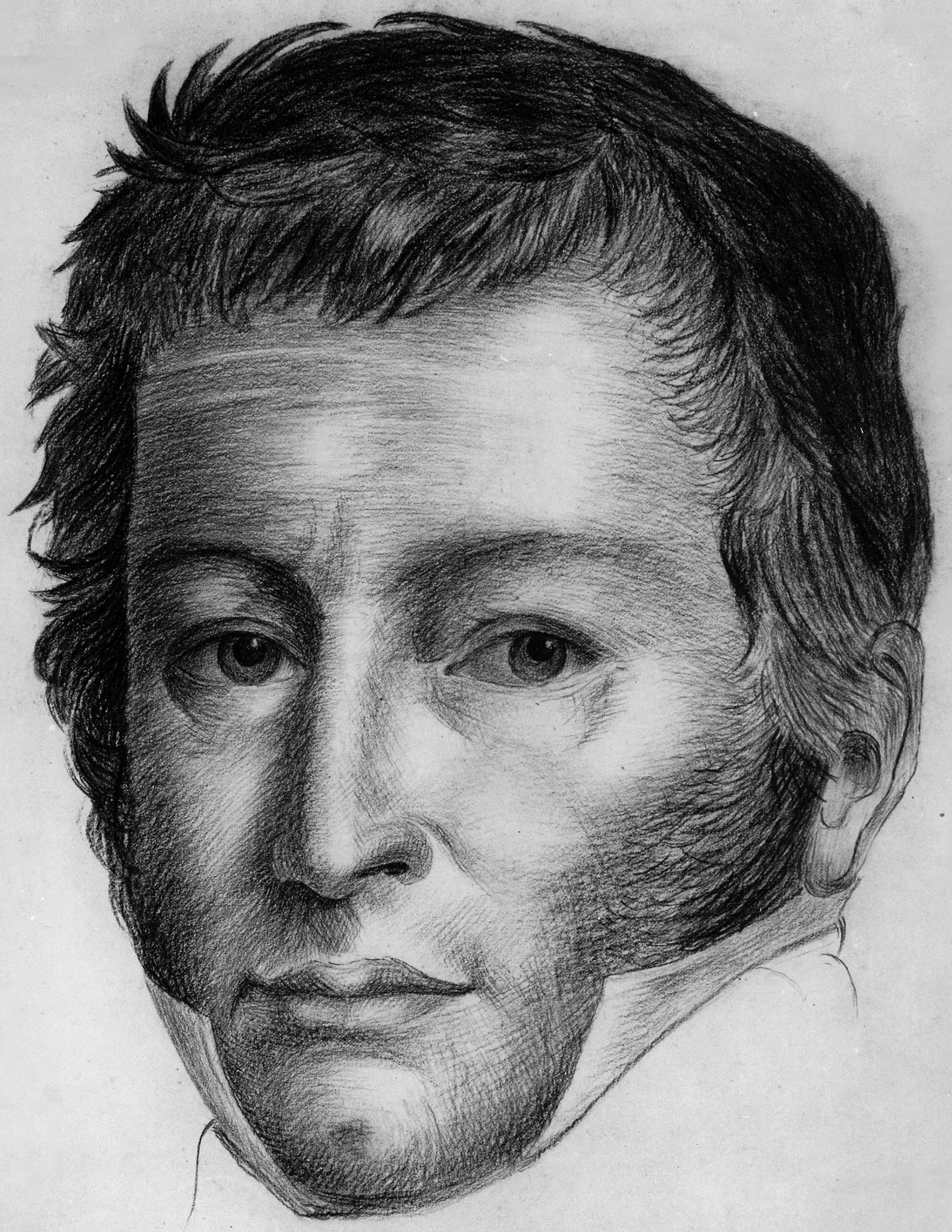
Heinrich Emanuel Merck, de grondlegger van het Merck-concern

Merck KGaA, in Canada en de Verenigde Staten opererend onder de naam EMD, is een Duits chemie- en farmaciebedrijf met haar hoofdkantoor in Darmstadt. Sinds de fusie van de farmaceutische divisie met Serono in 2007 is Merck KGaA onderdeel van de DAX-index. Het bedrijf telt twee divisies Merck Serono en Merck Chemicals (EMD Serono en EMD Chemicals in Noord-Amerika).

## Geschiedenis
Omstreeks 1660 kwam Friedrich Jacob Merck in Darmstad aan. Hij nam een apotheek over gelegen in Schlossgraben en dit is de historische basis voor Merck. vanaf 1820 wordt het bedrijf internationaal actief, het volgde aanvankelijk de geëmigreerde Duitsers in het buitenland. In 1832 kwamen de eerste zakelijk met klanten in Azië, gevolgd door Noord-Amerika in 1846, Zuid-Amerika in 1851, Afrika en tot slot Australië in 1879.
In 1995 krijgt het bedrijf een notering aan de effectenbeurs. De familie bleef een belangrijke aandeelhouder met drie kwart van de aandelen in handen, maar heeft vanaf het jaar 2000 geen zitting meer in het bestuur van het bedrijf. In 2005 behaalde Merck een jaaromzet van is 5,9 miljard euro en telde bijna 30.000 medewerkers in 55 landen. In 2007 werd Serono, een biotechnologie bedrijf, overgenomen voor ruim 10 miljard euro, de grootste overname in de geschiedenis van Merck. Op basis van de cijfers over 2005 kreeg de combinatie een omzet van 7,7 miljard euro, waarvan ongeveer de helft geneesmiddelen op biological basis. De combinatie telde zo'n 35.000 medewerkers.
In 2010 volgde de acquisitie van het Amerikaanse biotechnologiebedrijf Millipore Corporation. Merck betaalde hiervoor 7,2 miljard dollar, inclusief de schulden van het bedrijf.
In 2018 vierde het bedrijf het 350-jarig bestaan.
In april 2025 werd de overname bekendgemaakt van het Amerikaanse SpringWorks Therapeutics. SpringWorks Therapeutics is gespecialiseerd in behandelingen voor zeldzame aandoeningen en kanker en heeft van de FDA goedkeuring gekregen voor de geneesmiddelen OGSIVEO en GOMEKLI. Het heeft sinds september 2019 een beursnotering aan de NASDAQ en Merck is bereid 3,9 miljard euro te betalen, maar dit is inclusief 0,9 miljard euro aan kasmiddelen binnen SpringWorks Therapeutics. SpringWorks Therapeutics behaalde in 2024 een geneesmiddelenomzet van US$ 172 miljoen (2023: US$ 5,5 miljoen) en leed een nettoverlies van US$ 258 miljoen.

## Relatie met Merck & Co.
Het bedrijf is volledig onafhankelijk van het Amerikaanse Merck & Co. (MSD), maar beide bedrijven hebben dezelfde wortels, namelijk de ondernemersfamilie Merck, die ten tijde van de Eerste Wereldoorlog Merck & Co als dochteronderneming in de Verenigde Staten had. Door de Duitse herstelbetalingen na de Eerste Wereldoorlog werd Merck & Co een zelfstandig bedrijf. Merck verloor daarmee het recht op de merknaam Merck in de Verenigde Staten en Canada.
Adidas · Airbus · Allianz · BASF · Bayer · Beiersdorf · BMW · Brenntag · Commerzbank · Continental · Covestro · Daimler Truck · Deutsche Bank · Deutsche Börse · Deutsche Post · Deutsche Telekom · E.ON · Fresenius · Hannover Rück · Heidelberg Materials · Henkel · Infineon · Mercedes-Benz · Merck · MTU Aero Engines · Münchener Rück · Porsche AG · Porsche SE · Qiagen · RWE · Rheinmetall · SAP · Sartorius · Siemens · Siemens Energy · Siemens Healthineers · Symrise · Volkswagen · Vonovia · Zalando